# Кефалінія (аеропорт)
Міжнародний аеропорт острів Кефалінія (IATA: EFL, ICAO: LGKF)  — аеропорт на острові Кефалінія, Греція. Аеропорт було введено в експлуатацію в 1971 році. До того часу єдиним способом дістатися Кефалінії був пором. Нову злітно-посадкову смугу і сьогоденну будівлю терміналу було побудовано в 1980-х роках.

## Історія
У грудні 2015 року відбулася приватизація міжнародного аеропорту Кефалонія і 13 інших регіональних аеропортів Греції з підписанням угоди між спільним підприємством Fraport AG/Copelouzos Group і державним фондом приватизації

## Авіакомпанії та напрямки, серпень 2019
| Авіакомпанія             | Пункт призначення |
| ------------------------ | --- |
| Adria Airways            | Сезонний чартер: Любляна, Трієст |
| Alitalia                 | Сезонний: Рим-Ф'юмічіно |
| ASL Airlines France      | Сезонний чартер: Манчестер |
| Astra Airlines           | Сезонний: Салоніки Сезонний чартер: Клагенфурт, Грац |
| Austrian Airlines        | Сезонний: Відень |
| Avanti Air               | Сезонний чартер: Інсбрук |
| Aviolet                  | Сезонний чартер: Белград |
| British Airways          | Сезонний: Лондон-Хітроу |
| Blu-express              | Сезонний: Болонья, Мілан-Бергамо, Рим-Ф'юмічіно |
| Condor                   | Сезонний: Дюссельдорф, Мюнхен |
| Czech Airlines           | Сезонний чартер: Прага |
| easyJet                  | Сезонний: Берлін-Тегель, Бристоль, Лондон-Гатвік, Манчестер, Мілан-Мальпенса, Венеція                                                                         |
| Enter Air                | Сезонний чартер: Бірмінгем, Лондон-Гатвік |
| Flybe                    | Сезонний чартер: Бірмінгем, Манчестер |
| Flylolo                  | Сезонний чартер: Саутгемптон |
| Jet2.com                 | Сезонний: Бірмінгем (з 6 травня 2020), Східний Мідландс, Единбург, Глазго, Лідс-Брадфорд, Лондон-Станстед, Манчестер                                          |
| Norwegian Air Shuttle    | Сезонний: Лондон-Гатвік, Осло-Гардермуен |
| Olympic Air              | Афіни |
| People's                 | Сезонний чартер: Санкт-Галлен–Альтенрайн |
| Ryanair                  | Сезонний: Берлін-Тегель, Бергамо, Франкфурт Лондон-Станстед, Піза                                                                                             |
| Scandinavian Airlines    | Сезонний чартер: Гетеборг, Стокгольм-Арланда |
| Sky Express              | Афіни, Превеза (PSO), Закінф(PSO) |
| Thomas Cook Airlines     | Сезонний чартер: Бірмінгем, Бристоль, Лондон-Гатвік, Манчестер                                                                                                |
| Transavia                | Сезонний чартер: Амстердам |
| TUI Airways              | Сезонний чартер: Бірмінгем, Борнмут, Бристоль, Кардіфф, Донкастер/Шеффілд, Східний Мідландс, Лондон-Гатвік, Лондон-Лутон, Лондон-Станстед, Манчестер, Ньюкасл |
| TUI Airlines Netherlands | Сезонний чартер: Амстердам |
| Volotea                  | Сезонний: Венеція |
| Vueling                  | Сезонний: Рим-Фіумічіно |

## Наземний транспорт
Існує обмежене автобусне сполучення між аеропортом і Аргостоліоном